# Springerton
Springerton és una població dels Estats Units a l'estat d'Illinois. Segons el cens del 2000 tenia 134 habitants.

## Demografia
Segons el cens del 2000, Springerton tenia 134 habitants, 56 habitatges, i 36 famílies. La densitat de població era de 398 habitants/km².
Dels 56 habitatges en un 30,4% hi vivien nens de menys de 18 anys, en un 58,9% hi vivien parelles casades, en un 5,4% dones solteres, i en un 35,7% no eren unitats familiars. En el 33,9% dels habitatges hi vivien persones soles el 25% de les quals corresponia a persones de 65 anys o més que vivien soles. El nombre mitjà de persones vivint en cada habitatge era de 2,39 i el nombre mitjà de persones que vivien en cada família era de 3,14.
Per edats la població es repartia de la següent manera: un 25,4% tenia menys de 18 anys, un 7,5% entre 18 i 24, un 26,9% entre 25 i 44, un 19,4% de 45 a 60 i un 20,9% 65 anys o més.
L'edat mediana era de 41 anys. Per cada 100 dones de 18 o més anys hi havia 96,1 homes.
La renda mediana per habitatge era de 26.000 $ i la renda mediana per família de 30.000 $. Els homes tenien una renda mediana de 30.625 $ mentre que les dones 16.250 $. La renda per capita de la població era de 12.568 $. Aproximadament el 10% de les famílies i el 10,6% de la població estaven per davall del llindar de pobresa.

## Poblacions més properes
El següent diagrama mostra les poblacions més properes.